# Forbasy
Forbasy (Hongaars: Poprádfalu) is een Slowaakse gemeente in de regio Prešov, en maakt deel uit van het district Stará Ľubovňa.
Forbasy telt 419 inwoners.